# Уотерман, Дэниэла
Дэниэла Уотерман (англ. Danielle Waterman, родилась 20 января 1985) — английская регбистка, играющая на позиции центра и фуллбэка в команде «Бристоль», сборных Англии по регби-15 и регби-7. Чемпионка мира по классическому регби 2014 года, чемпионка Европы по регби-7 2012 года. Одна из самых молодых дебютанток в английской сборной.

## Карьера

### Клубная
Выступала за клубы «Майнхед Барбарианс», «Хенли» и «Клифтон». С 2014 года защищает цвета «Бристоля».

### В сборной
Официальный дебют Уотерман в сборной по регби состоялся в 2003 году, когда ей было всего 18 лет. Она сумела сыграть на трёх чемпионатах мира, выиграв только в 2014 году (в 2006 и 2010 годах Англия выходила в финал и оба раза проигрывала Новой Зеландии): в финале она даже занесла попытку в свой актив на 33-й минуте. В 2007 и 2012 годах ей покорялся Кубок шести наций, причём тогда же Англия завоевала Большой шлем, обыграв всех своих противников.
В составе сборной по регби-7 Дэниэла выиграла чемпионат Европы 2012 года.

## Личная жизнь
Дэниэла — дочь известного регбиста Джима Уотермана, который провёл более 400 игр за команду «Бат». Некоторое время преподавала в колледже Гартпери.

## Достижения
- Чемпионка мира: 2014
- Вице-чемпионка мира: 2006, 2010
- Чемпионка Европы по регби-7: 2012